# Robert Merz
Robert Merz (ur. 25 listopada 1887 w Wiedniu, zm. 30 sierpnia 1914 w Poturzynie) – austriacki piłkarz występujący na pozycji napastnika.
Urodził się 25 listopada 1887 w Wiedniu. W latach 1904-1907 występował w wiedeńskim klubie Sportvereinigung, następnie Deutscher Fussball Club z Pragi. W pierwszym zespole zadebiutował w wieku 16 lat. Występował najczęściej na pozycji prawego pomocnika.  Wystąpił na igrzyskach olimpijskich w Sztokholmie. W trakcie turnieju zdobył 2 bramki a jego drużyna zajęła 5. miejsce. Po wybuchu I wojny światowej walczył w stopniu porucznika. Zginął 30 sierpnia 1914 pod Poturzynem.